# Bockstraße 4 (Quedlinburg)

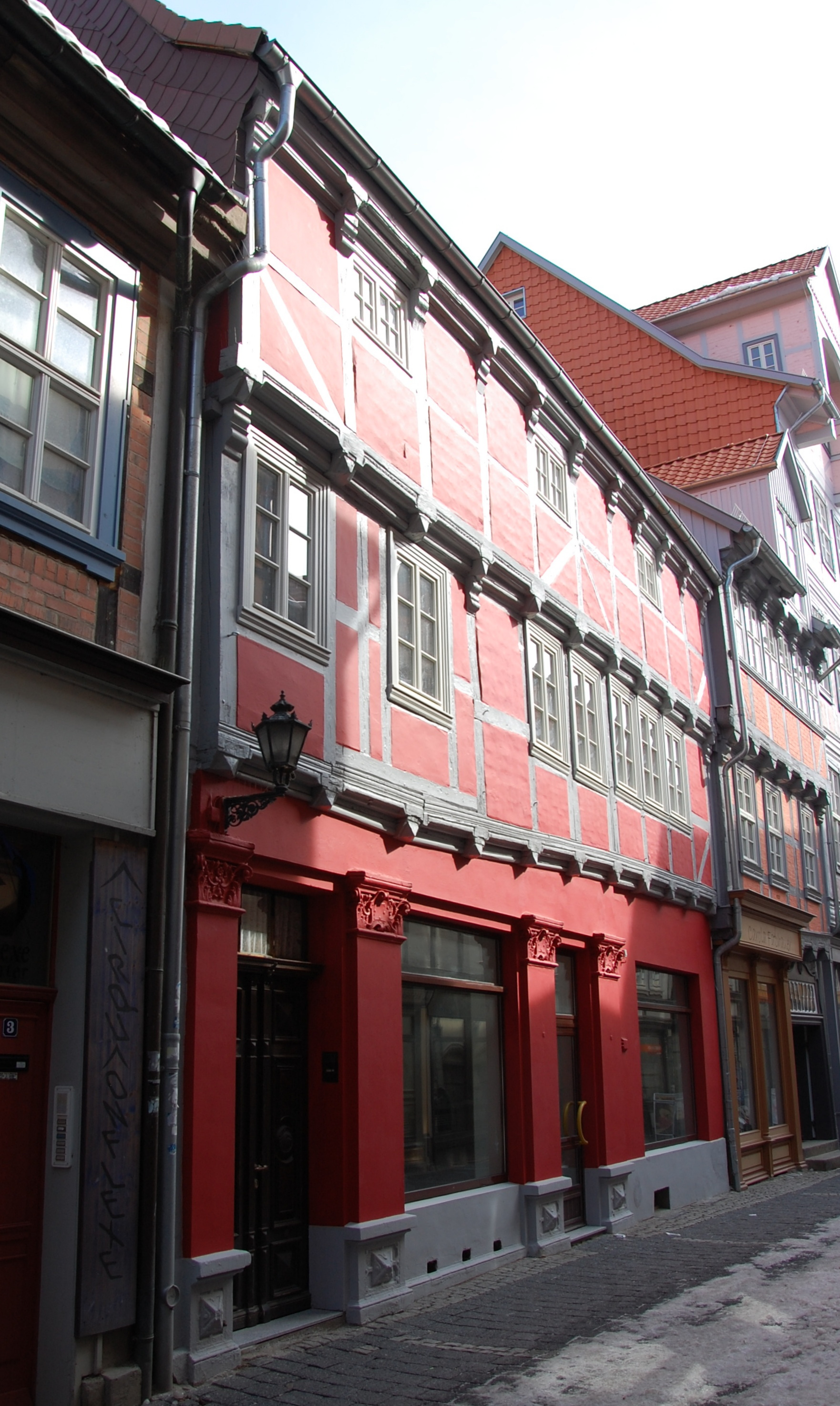
Haus Bockstraße 4

Das Haus Bockstraße 4 ist ein denkmalgeschütztes Gebäude in der Stadt Quedlinburg in Sachsen-Anhalt.

## Lage
Es befindet sich nordöstlich des Marktplatzes der Stadt und gehört zum UNESCO-Weltkulturerbe. Im Quedlinburger Denkmalverzeichnis ist es als Wohnhaus eingetragen. Östlich grenzt das gleichfalls denkmalgeschützte Haus Bockstraße 5 an.

## Architektur und Geschichte
Das dreigeschossige Fachwerkhaus entstand in der Zeit um 1650. Die Stockschwellen des Gebäudes sind mit Pyramidenbalkenköpfen, Schiffskehlen, profilierten Knaggen und Füllhölzern verziert. Die Fachwerkfassade präsentiert sich heute in einem kräftigen roten Farbton.
Die Ladenfassade des Erdgeschosses ist in historistischem Stil gestaltet und mit Stuckpilastern versehen. 